# Lebara
LEBARA ist ein britisches Telekommunikationsunternehmen, das in vielen Staaten der Welt als Mobilfunkdiscounter Kommunikationsdienstleistungen anbietet. Seit seiner Gründung 2001 zählt LEBARA zu den europaweit wachstumsstärksten Mobilfunkgesellschaften. Das Unternehmen bietet flächendeckend Produkte und Dienstleistungen an. Mit 275.000 Verkaufsstellen erreicht LEBARA einen Kundenkreis von über 3,5 Millionen Menschen.

## Geschichte

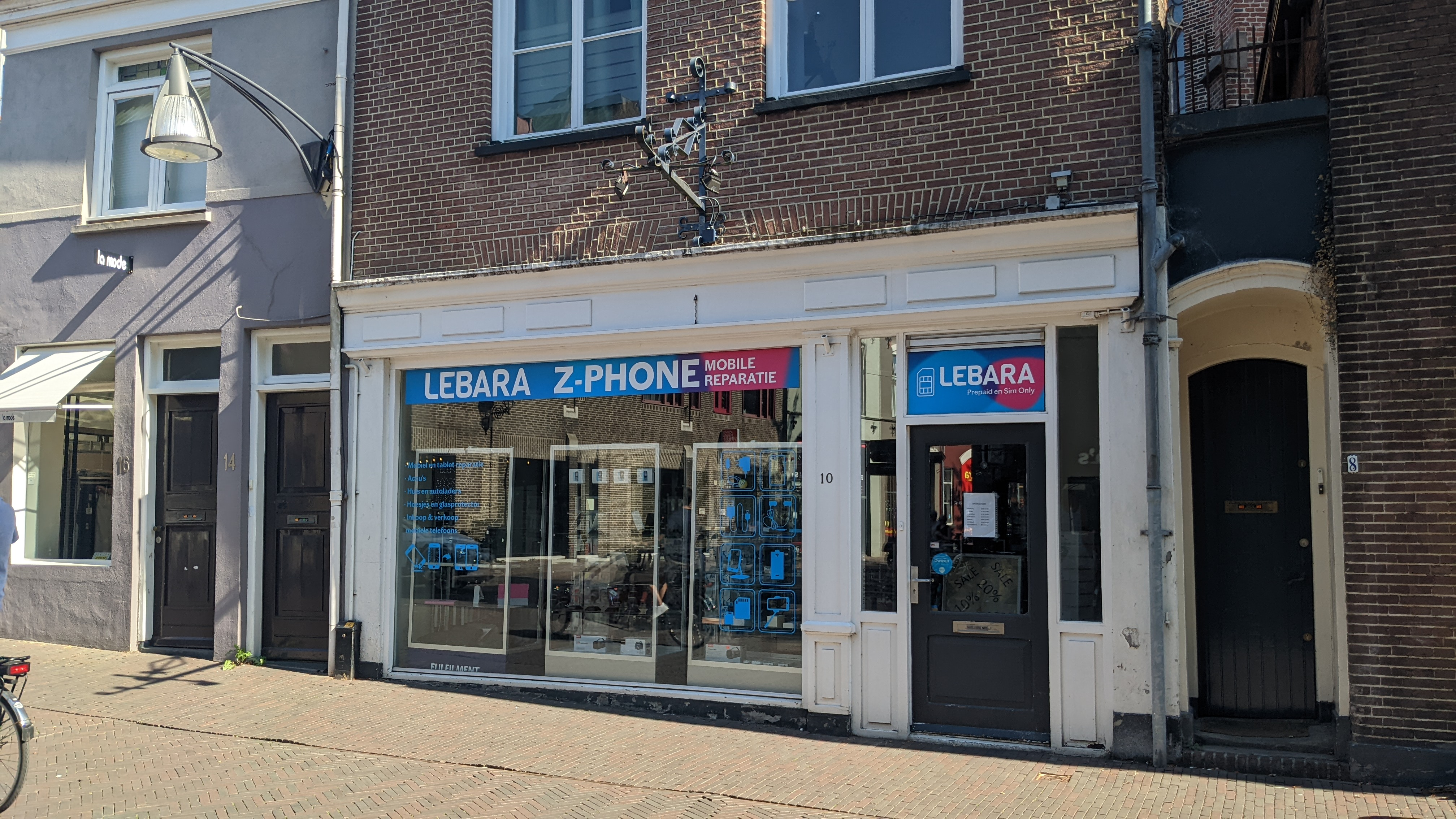
Lebara Mobilfunk-Geschäft im niederländischen Deventer (2022)

LEBARA wurde 2001 von Ratheesan Yoganathan, Rasiah Ranjith Leon und Baskaran Kandiah gegründet. Die Wortschöpfung „LEBARA“ ergab sich dabei aus Teilen der Vornamen der drei Gründer. Zunächst verkaufte das Unternehmen Telefonkarten, die über unabhängige Telefonläden verbreitet wurden. 2004 stieg das Unternehmen in das Mobilfunkgeschäft ein: Die ersten Prepaid-SIM-Karten verkaufte LEBARA in den Niederlanden, wobei auf das Netz von Telfort – ein Tochterunternehmen der KPN – zurückgegriffen wurde. Infolgedessen erzielte LEBARA große Erfolge und expandierte schnell in andere europäische Staaten, u. a. Vereinigtes Königreich, Dänemark, Norwegen, Spanien, Schweden und die Schweiz. In Deutschland begann LEBARA 2010 mit dem Vertrieb und nutzte das Mobilfunknetz der Telekom Deutschland. Im Sommer 2022 wurde LEBARA in Deutschland zum Full-MVNO und nutzt seitdem das Netz der Telefónica Deutschland Holding.
In der Schweiz wird die Marke seit 2013 dem Telekomkonzern Sunrise im Franchise-Modell zur Verfügung gestellt.
Mitte September 2017 wurden die LEBARA Group B.V. und das LEBARA Markenunternehmen von dem Schweizer Familienunternehmen und Investor „Palmarium“ übernommen. Neuer CEO wurde Graeme Oxby. LEBARAs Gründerteam verließ in diesem Zusammenhang das Unternehmen. 2019 wurde LEBARA von den Private-Equity-Gesellschaften Triton und Alchemy übernommen. Im November 2024 wurde LEBARA von Waterland Private Equity übernommen. Aktueller CEO der Muttergesellschaft im Vereinigten Königreich ist Stephen Shurrock.
Lebara wird auch in Australien angeboten und nutzt dabei das Vodafone-Netz.